# Diocèse d'Erfurt
Le diocèse d'Erfurt (en latin : Dioecesis Erfordiensis) est un diocèse catholique romain d'Allemagne, situé en Thuringe. Il a son siège à la cathédrale Sainte-Marie d'Erfurt, et est suffragant de l'archidiocèse de Paderborn.

## Historique
L'administration apostolique d'Erfurt-Meiningen est créée le 23 juillet 1973 par Paul VI par détachement des diocèses de Fulda et de Wurtzbourg pour tenir compte de la partition de l'Allemagne. Le territoire de l'administration apostolique, constitué des secteurs orientaux de ces deux diocèses, correspond à la Thuringe, intégrée à la RDA tandis que Fulda et Wurtzbourg appartiennent à la RFA.   
Après la chute du mur de Berlin et la réunification allemande, l'administration est transformée en diocèse d'Erfurt par Jean-Paul II le 27 juin 1994.

## Liste des ordinaires

### Administrateurs apostoliques
- Hugo Aufderbeck (23 juillet 1973 - 17 janvier 1981)
- Joachim Wanke (17 janvier 1981 - 27 juin 1994), nommé évêque

### Évêques
- Joachim Wanke (27 juin 1994 - 1er octobre 2012), précédemment administrateur apostolique
- Ulrich Neymeyr (depuis le 19 Sep 2014 )

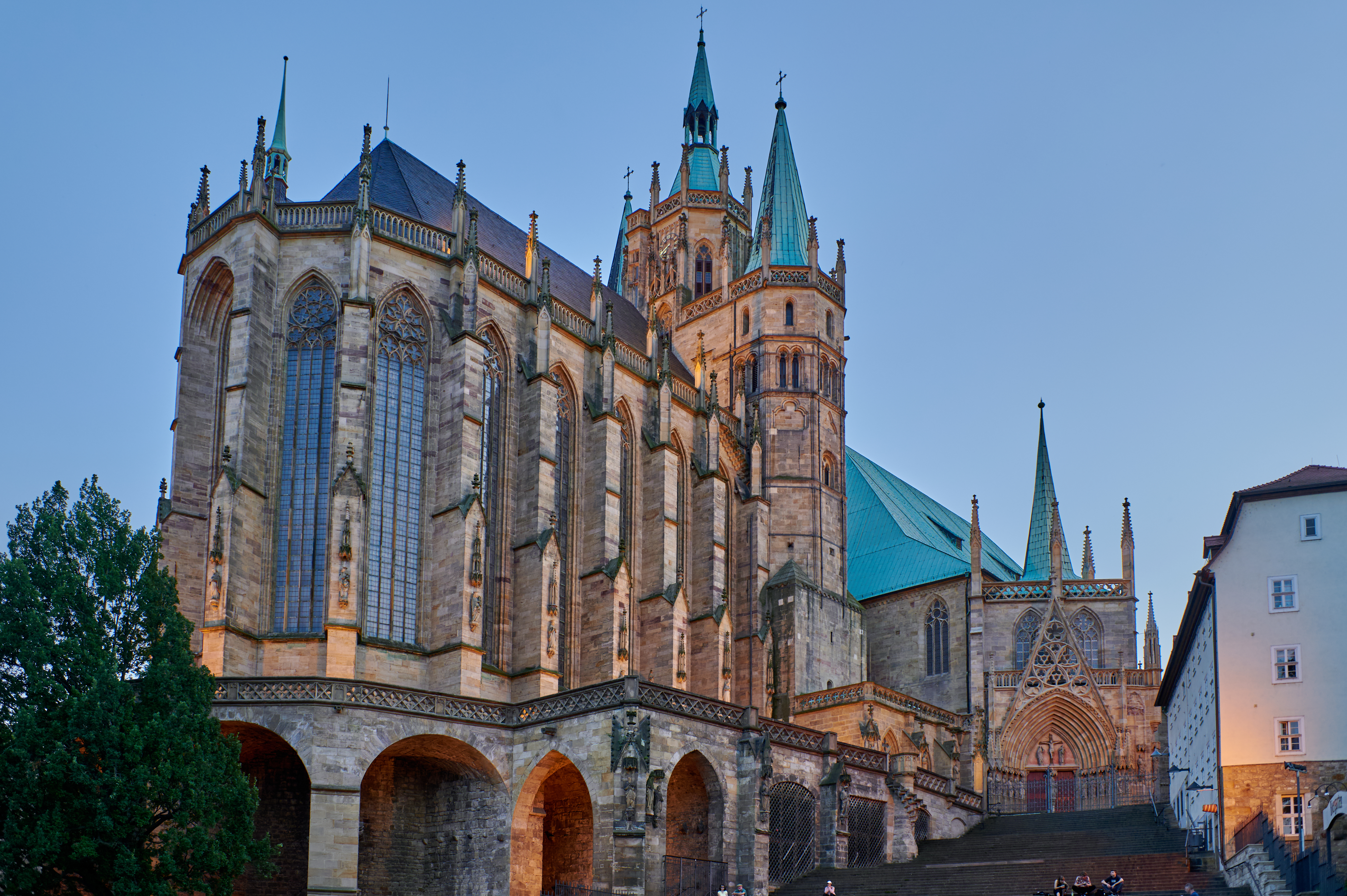
La cathédrale Sainte-Marie d'Erfurt.